# Colégio Farroupilha
O Colégio Farroupilha é uma escola privada da cidade brasileira de Porto Alegre, capital do estado do Rio Grande do Sul. É conhecida por ser um dos melhores e mais tradicionais colégios da cidade.

## História
O Farroupilha foi fundado em 1886 pela Deutscher Hilfsverein (Associação Beneficente Alemã), uma associação criada para auxiliar os imigrantes alemães e seus descendentes. A escola recebeu o nome de Knabenschule des Deutschen Hilfsvereins (Escola de Meninos da Associação Beneficente Alemã) e, inicialmente, ocupava algumas salas alugadas da comunidade evangélica, no Centro Histórico de Porto Alegre.
Em 1895, foi inaugurado o prédio próprio, na rua São Rafael, atual Avenida Alberto Bins (neste terreno, na atualidade, está instalado o hotel de cinco estrelas Plaza São Rafael). A Escola de Meninas começou a funcionar oficialmente em 1904. Em 1911, começou a funcionar o jardim de infância, o primeiro do Rio Grande do Sul e o terceiro do Brasil.
Durante a década de 20, o Farroupilha começou a adotar o ecumenismo nas aulas de religião, tendo sido a primeira escola da capital a tomar essa atitude. Em 1929, uniram-se definitivamente a Escola de Meninos com a de Meninas.
Com o crescimento do número de alunos, em 1962, a escola foi transferida para um prédio novo e moderno, construído num terreno que havia sido adquirido em 1928 pela Associação, denominado Chácara das Três Figueiras, que acabou por dar o nome ao bairro que ali se formou, o Três Figueiras. Por causa disso, as três árvores dessa espécie acabaram sendo tombadas pelo município.

## Sedes
Atualmente, o Farroupilha conta com duas sedes:
- Unidade de Ensino - Colégio Farroupilha, na rua Carlos Huber, n.° 425, no bairro Três Figueiras;
- Unidade Correia Lima - Rua Tenente Coronel Correia Lima, n.° 140, no bairro Santa Tereza.

## Instalações
- Educação infantil - berçário, maternal e jardim de infância
- Ensino fundamental - anos iniciais e finais
- Ensino médio
- Laboratórios de geografia e história, biologia, física, informática, matemática, português e química
- Biblioteca
- Área esportiva
- Centro de línguas - alemão, inglês e espanhol
- Memorial
- Em 2013, o colégio passou a contar com dois serviços: lancheria e cafeteria e livraria